# (33008) 1997 EU17
1997 EU17 (asteroide 33008) é um asteroide da cintura principal. Possui uma excentricidade de 0.04219450 e uma inclinação de 13.49940º.
Este asteroide foi descoberto no dia 3 de março de 1997 por Kin Endate e Kazuro Watanabe em Kitami.